# Dreizehnlinden (Corvey)

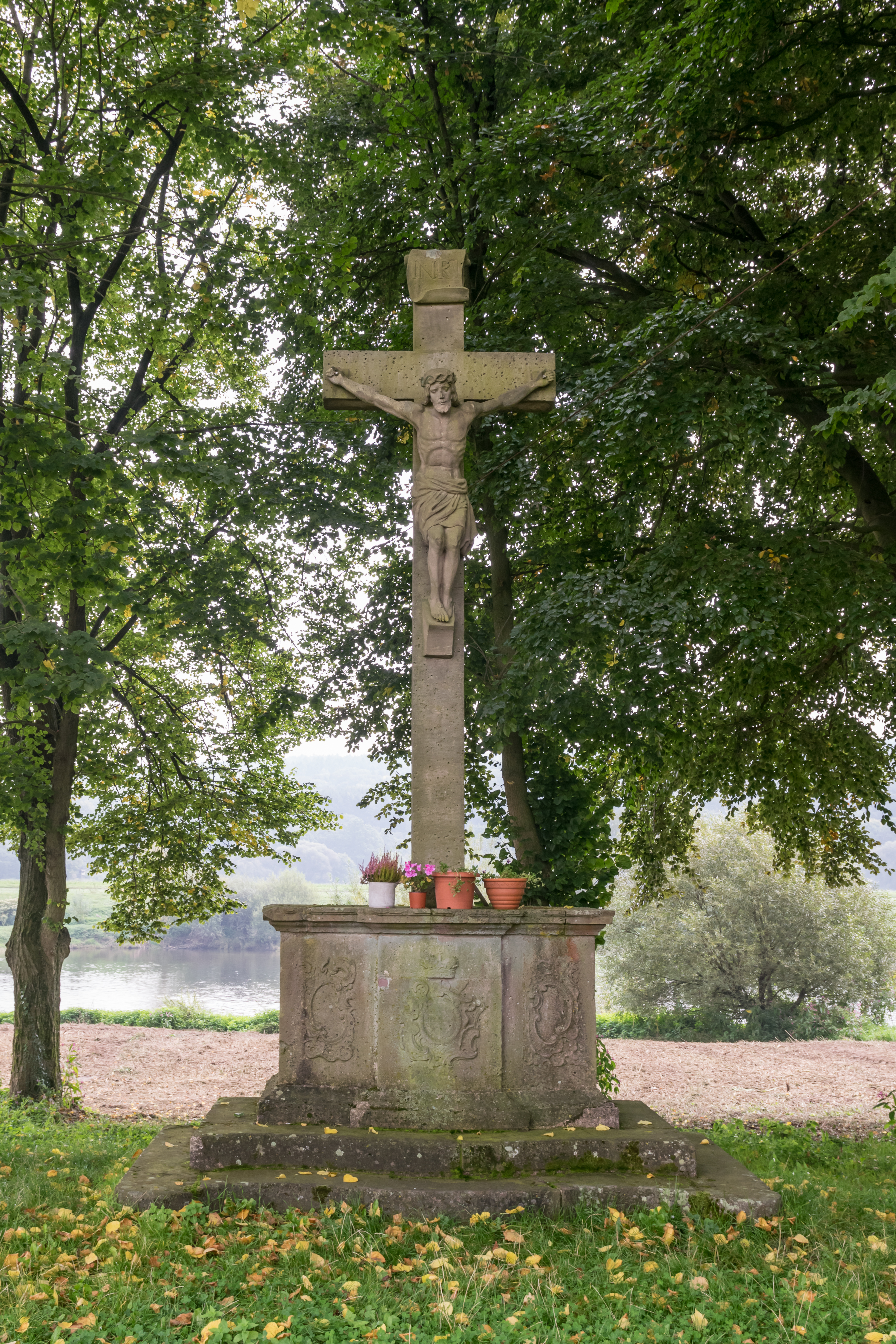
Das Steinkreuz von Dreizehnlinden

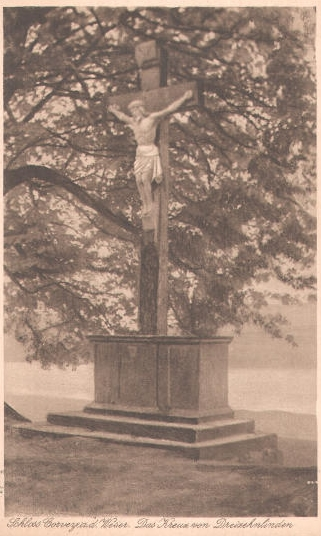
Historische Abbildung, um 1900

Dreizehnlinden bezeichnet eine Stelle am nördlichen Ende der Eichenallee am Weserufer vor dem Kloster Corvey in Höxter. Dort steht ein von vier Linden umrahmtes Steinkreuz. Dieses ließ 1750 Kaspar II. von Böselager-Honeburg (1687–1758) während seiner Amtszeit als Abt von Corvey (1737–1758) durch den Bildhauer Johannes Pollmann aus Marsberg  errichten. Nach dem gleichnamigen Epos des aus Bad Driburg stammenden Friedrich Wilhelm Weber soll sich an dieser Stelle ein Mord zugetragen haben.

## Rezeption
Das Steinkreuz erinnert heute an das Epos Dreizehnlinden von Friedrich Wilhelm Weber. Weber beschreibt im Kontext seiner Heimat, dem Nethegau, die Gründung eines Klosters namens Dreizehnlinden in Anspielung auf Corvey.
Das von vier Linden umrahmte Steinkreuz ist Motiv zahlreicher Maler gewesen.

## Dreizehnlindenhaus
Ebenfalls in Corvey befindet sich das ehemalige Gasthaus, Hotel, Casino und Weinhandelshaus Dreizehnlindenhaus.